# Kemerowo
Kemerowo (ros. Кемерово), do 1932 Szczegłowsk – miasto w azjatyckiej części Rosji, centrum administracyjne obwodu kemerowskiego, siedziba prawosławnej metropolii kuzbaskiej. Leży nad rzeką Tom, przy ujściu rzeki Iskitimka. Powstało w 1918 z połączenia wsi Szczegłowo i Kemerowo. Prawa miejskie otrzymało w 1925.
W 2025 Kemerowo liczyło 542 928 mieszkańców (w 2007 było ich 557 tysięcy). W 2006 w całej aglomeracji mieszkało około 580 tysięcy osób. W ZSRR był to rejon zesłań i obóz pracy, między innymi dla Polaków – Kemerowożyłstroj i ITŁ.
Obecnie jest to duży ośrodek Kuźnieckiego Zagłębia Węglowego – z rozwiniętym przemysłem wydobywczym węgla kamiennego, maszynowym, chemicznym, koksochemicznym, materiałów budowlanych, włókienniczym – a także ośrodek naukowy (pięć szkół wyższych) i kulturalny.
W Kemerowie znajduje się port rzeczny i port lotniczy. Wewnętrzny transport publiczny zapewniają sieci: tramwajowa, trolejbusowa i autobusowa.
W mieście funkcjonują kluby piłkarskie Dinamo Kemerowo i Kuzbass Kemerowo.

## Dzielnice
- Centralna – na lewym brzegu Tomu w środkowej części miasta
- Zawodska – na lewym brzegu Tomu w południowo-zachodniej części miasta
- Leninowska – na lewym brzegu Tomu w południowo-wschodniej części miasta
- Kirowska – na prawym brzegu Tomu w północno-zachodniej części miasta
- Kopalniana – na prawym brzegu Tomu w północno-wschodniej części miasta

## Merowie
- Władimir Michajłow – od kwietnia 1986
- Walerij Jermakow – od 27 stycznia 2013 do 19 kwietnia 2016
- Ilja Sieriediuk – od 20 kwietnia 2016

## Miasta partnerskie
- Salgótarján (Węgry)

## Galeria

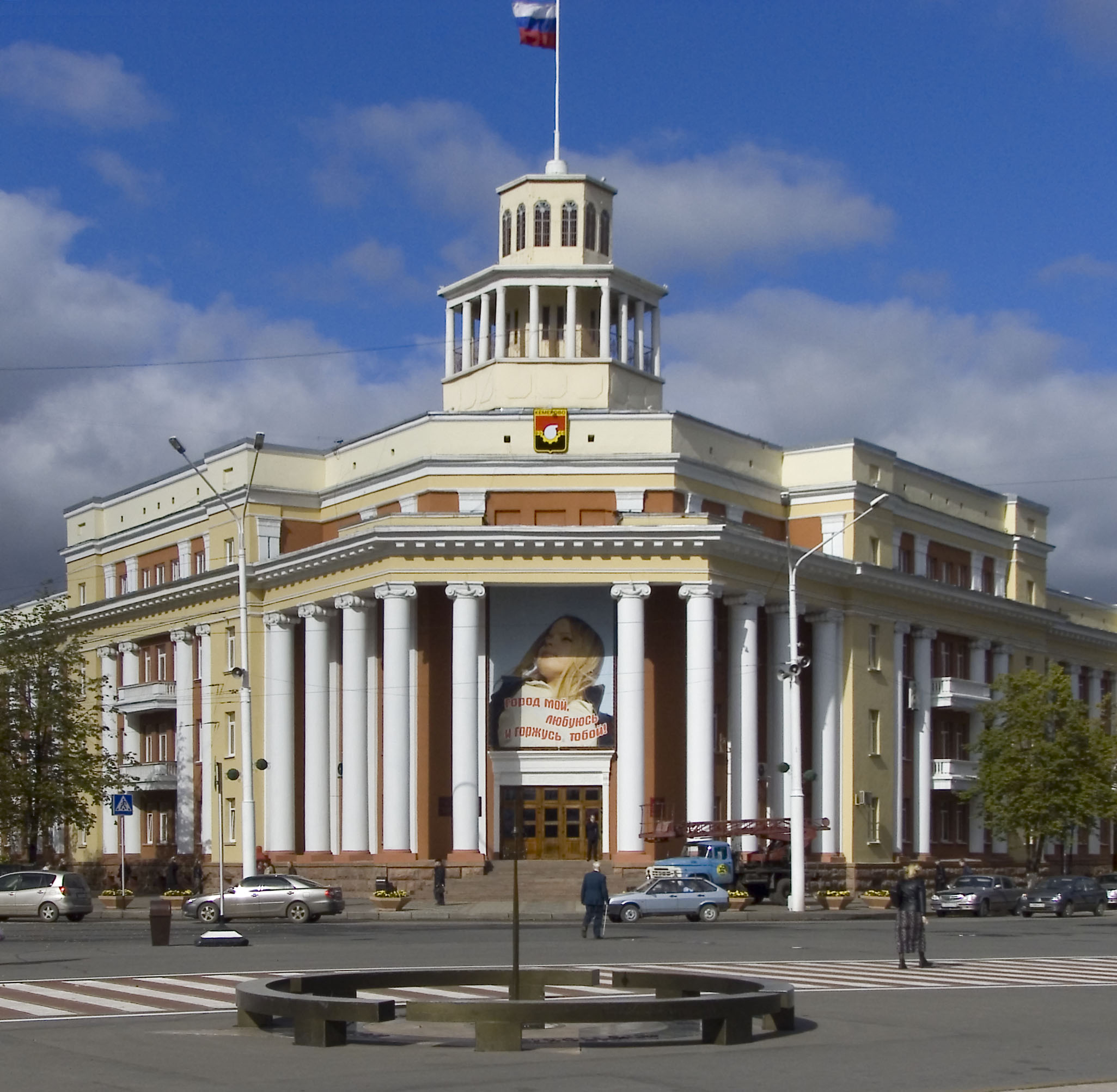
Urząd miasta
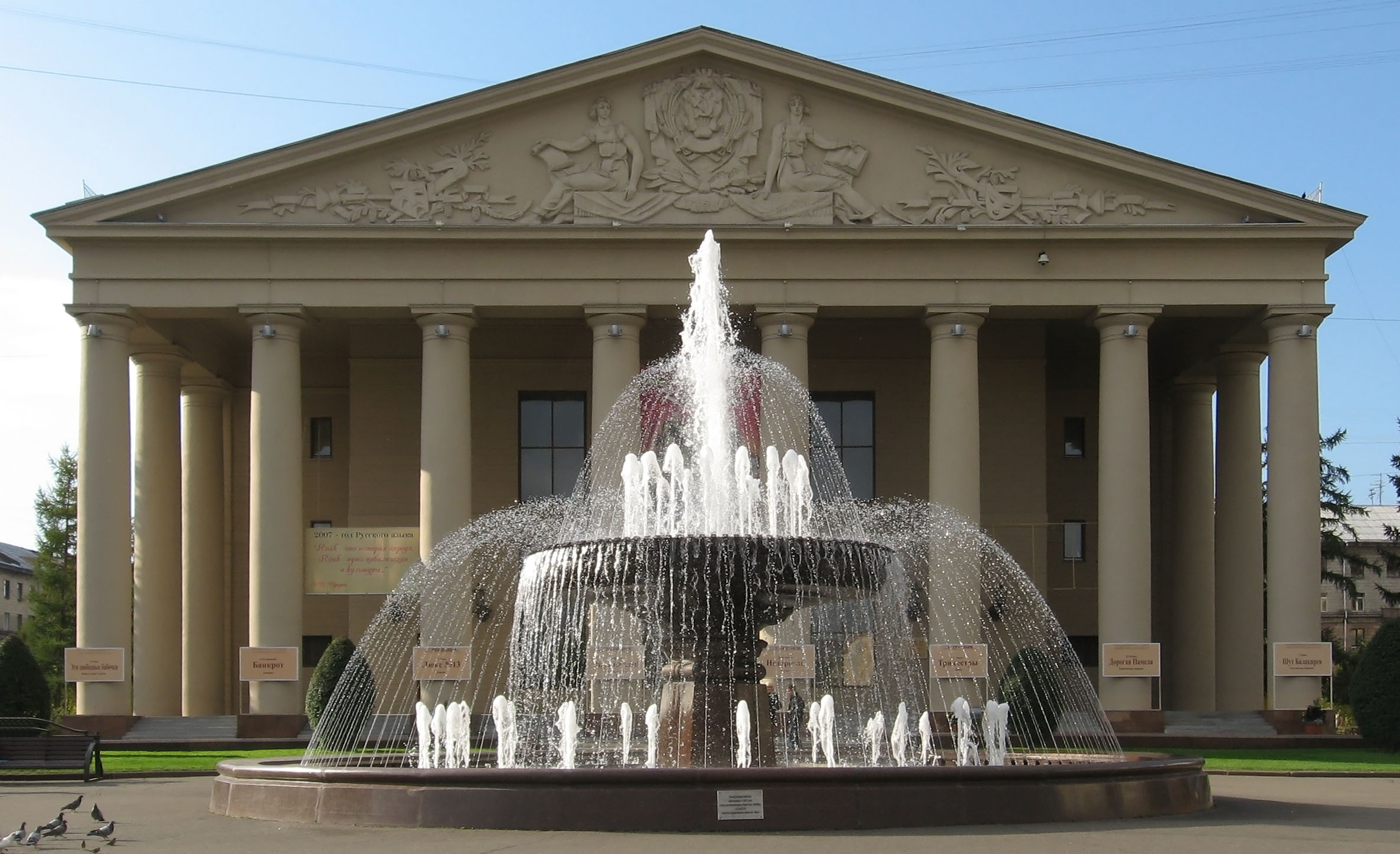
Teatr miejski
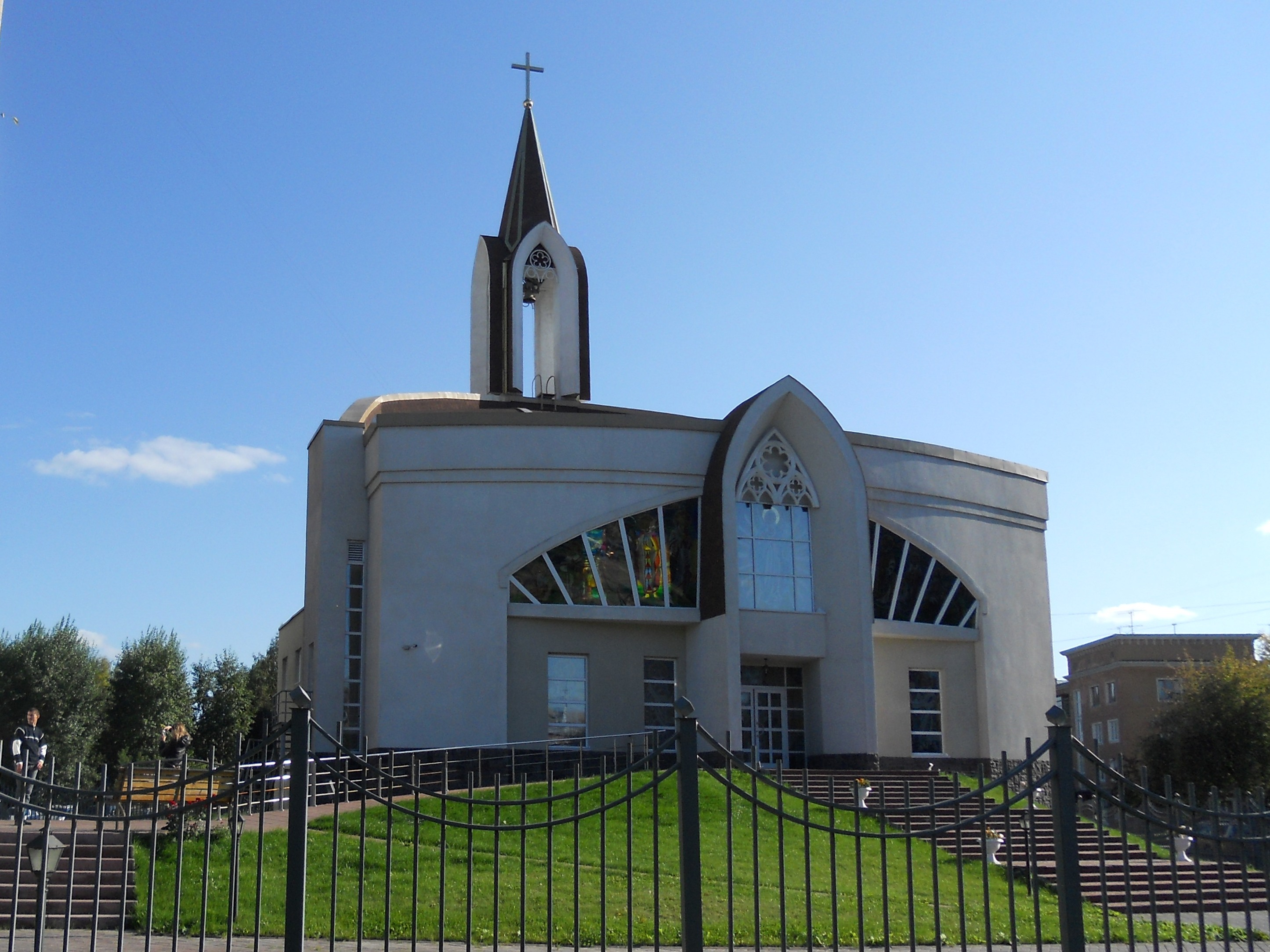
Kościół Niepokalanego Serca Matki Bożej
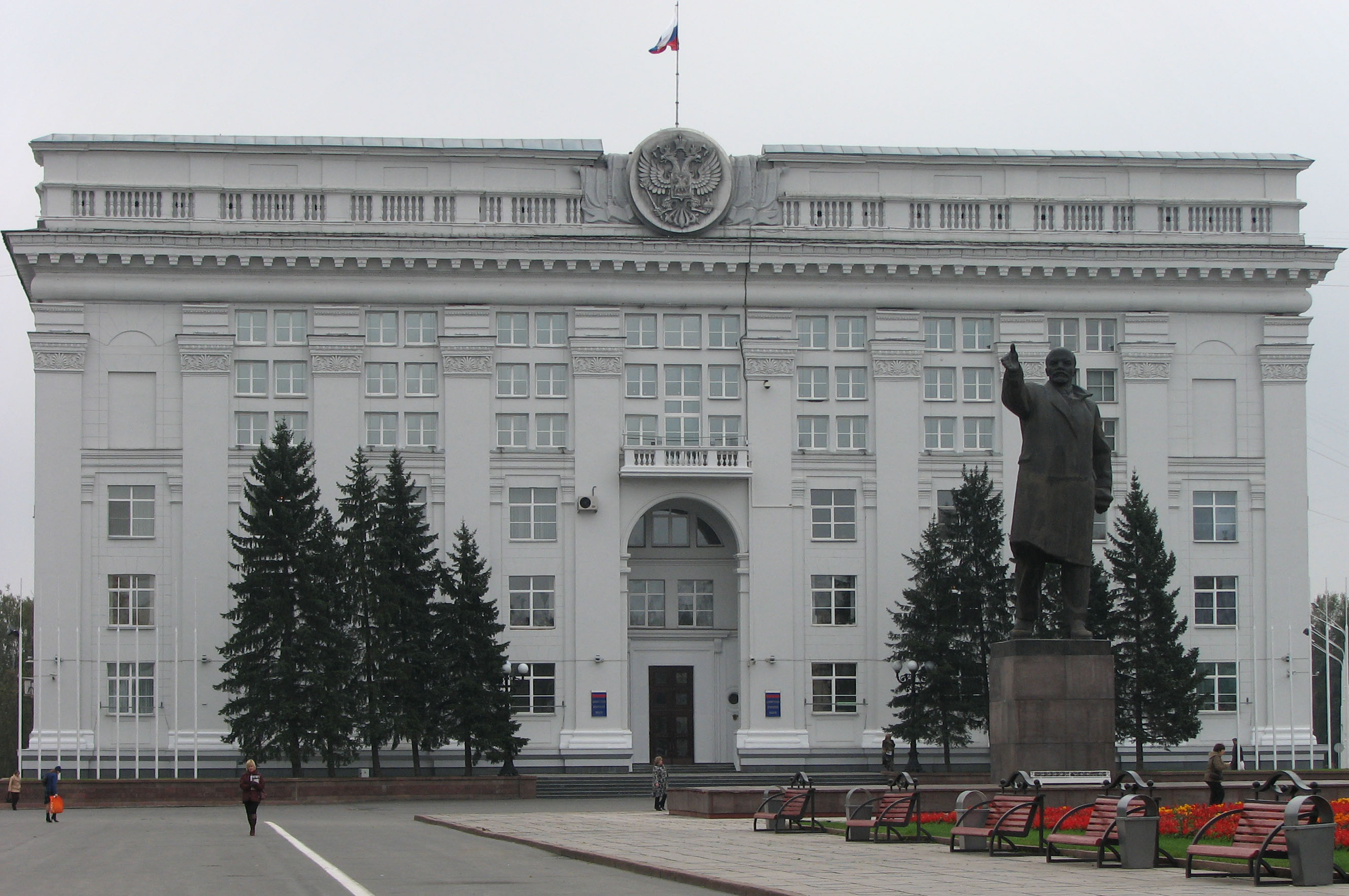
Budynek administracji obwodowej
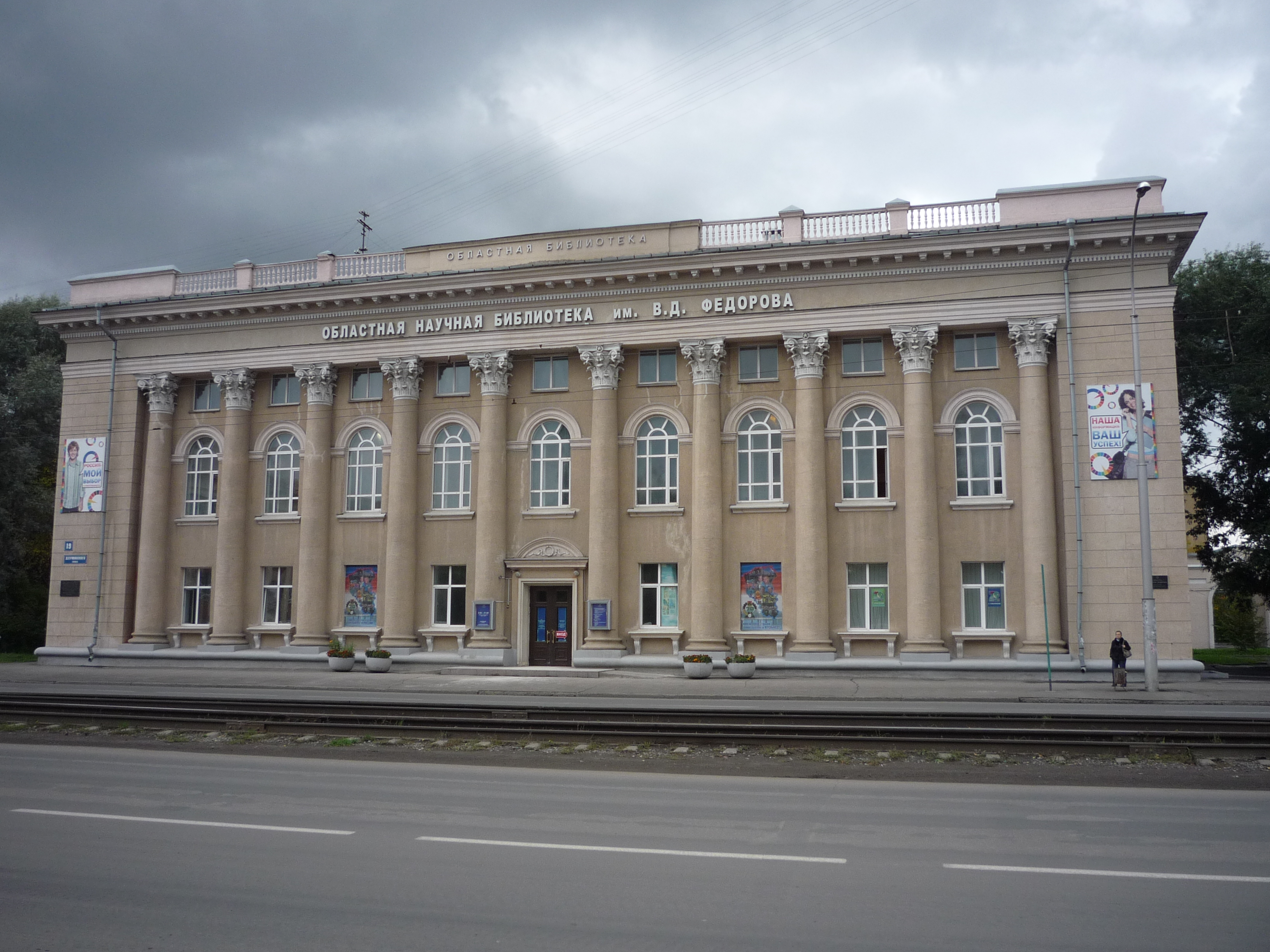
Biblioteka obwodowa
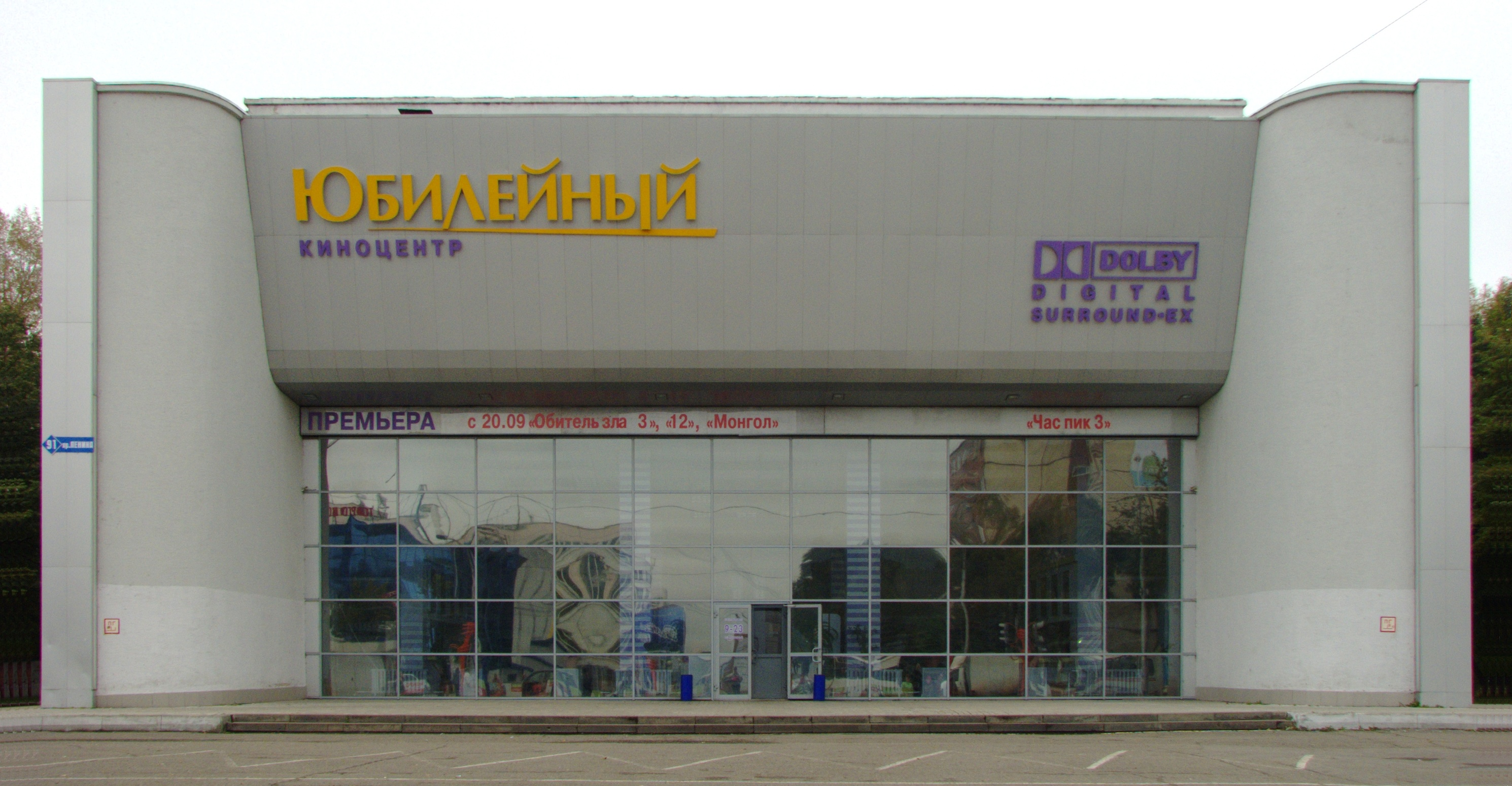
Kinoteatr „Jubileuszowy”
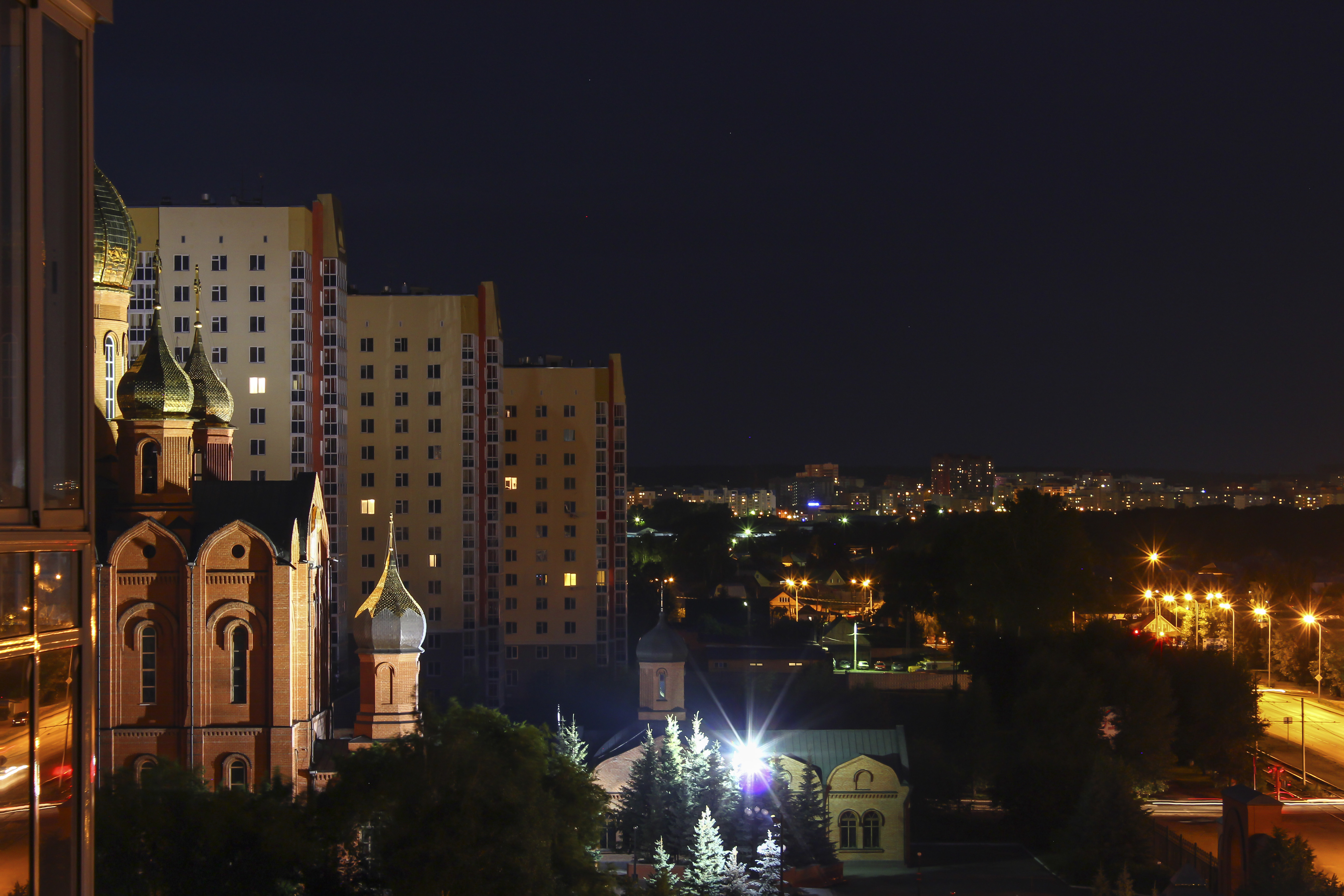
Kemerowo, wraz z soborem św. Mikołaja Cudotwórcy